# Mordant Blue 51
C.I. Mordant Blue 51 ist eine chemische Verbindung aus der Gruppe der Phenothiazinfarbstoffe und zählt zu der anwendungstechnischen Gruppe der Beizenfarbstoffe.

## Geschichte
Mordant Blue 51 wurde von Melchior Böniger bei der Firma Sandoz erfunden und 1894 patentiert.

## Darstellung
Mordant Blue 51 erhält man durch Kondensation von 5,6-Dihydro-5,6-dioxo-2-naphthalinsulfonsäure mit 2-Amino-5-(dimethylamino)benzolthiosulfonsäure.

## Externe Links zu erwähnten Verbindungen
1. ↑  Externe Identifikatoren von bzw. Datenbank-Links zu 5,6-Dihydro-5,6-dioxo-2-naphthalinsulfonsäure:  CAS-Nr.: 5690-17-5, PubChem: 53430885, ChemSpider: 25901137, Wikidata: Q82631501.
2. ↑  Externe Identifikatoren von bzw. Datenbank-Links zu 2-Amino-5-(dimethylamino)benzolthiosulfonsäure:  CAS-Nr.: 43035-11-6, PubChem: 1627429, ChemSpider: 1304250, Wikidata: Q135415440.